# Anna Protasova
Anna Stepanovna Protasova (Анна Степановна Протасова), född 1745, död 1826, var en rysk hovdam hos Katarina den stora. 
Protasova var kusin till Aleksej Orlov och de ansågs ha haft ett förhållande 1777. Hon var fostermor till några flickor med namnet Aleksejeva, som ryktades ha Orlov till far och antingen Protasova eller Katarina till mor. Protasova ersatte år 1779 Praskovja Bruce som Katarinas främsta hovdam och förtrogna i frågor som gällde hennes privatliv. som sådan utpekades hon som Katarinas "utproverska"; hon ska ha provat ut älskare åt Katarina sexuellt efter att de föreslagits av Potemkin, godkänts av Katarina och undersökts av en läkare. Det är inte känt om detta stämde med verkligheten, men Protasova är känd i historien som "l'éprouveuse". Hon nämns som sådan i ett poem av Byron.